# Erabla lineola
Erabla lineola är en insektsart som först beskrevs av Henry Fairfield Osborn 1928.  Erabla lineola ingår i släktet Erabla och familjen dvärgstritar.
Artens utbredningsområde är Guatemala. Inga underarter finns listade i Catalogue of Life.